# مفاعل BN-350

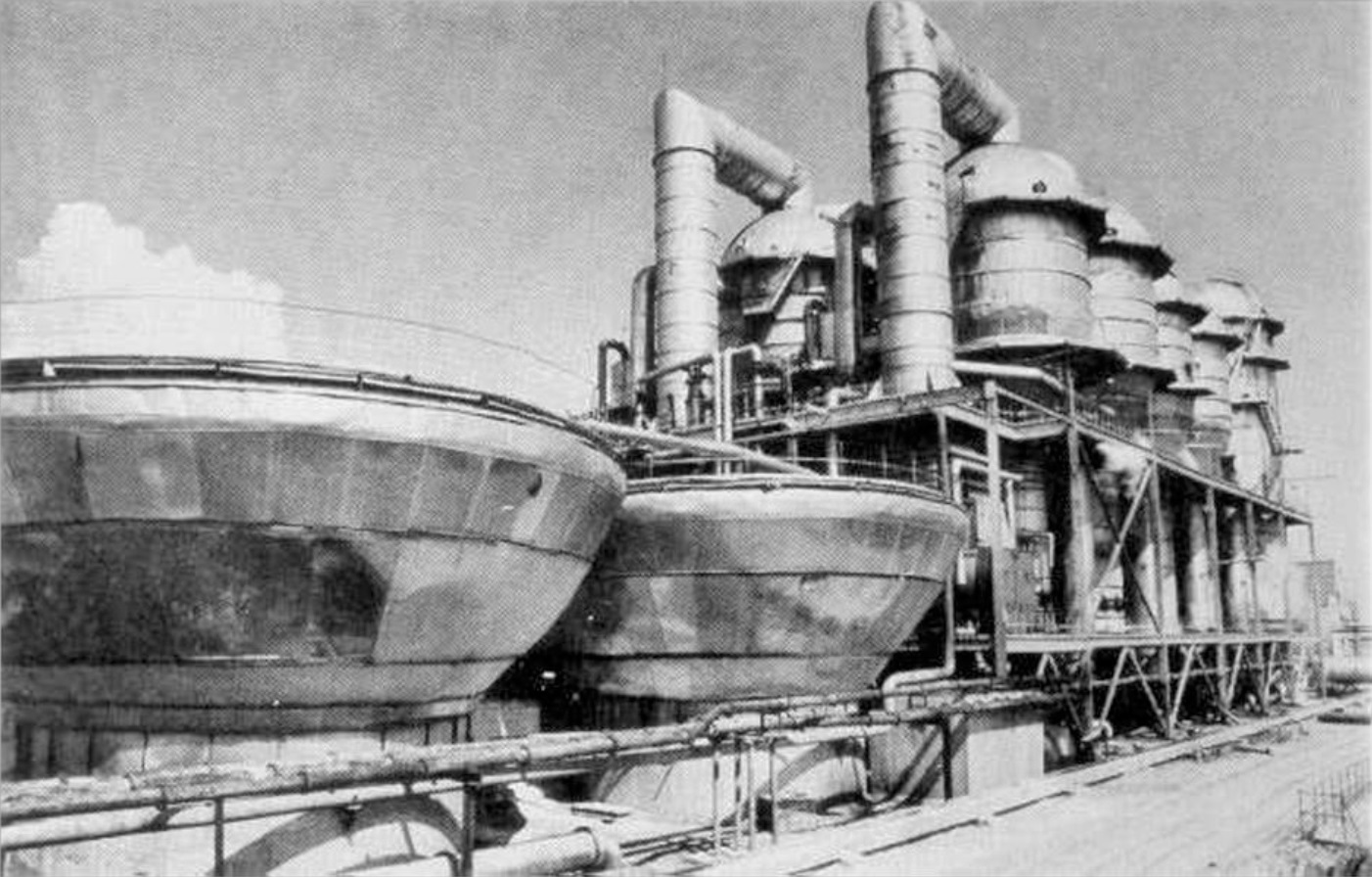
مفاعل BN-350

مفاعل BN-350  هو عبارة عن مفاعل سريع مبرد بالصوديوم يقع في محطة أكتاو للطاقة النووية. كانت محطة الطاقة موجودة في أكتاو (المعروفة سابقا باسم  محطة شيفتشينكو مابين عامي 1964-1992) في  كازاخستان على شاطئ بحر قزوين. بدأ بناء المفاعل السريع BN-350 في عام 1964  وأنتج المفاعل الكهرباء لأول مرة في عام 1973. بالإضافة إلى توفير الطاقة للمدينة (150 ميغاوات)  وتم استخدام BN-350 أيضًا لإنتاج البلوتونيوم وتحلية المياه لتوفير المياه (120,000 متر مكعب من المياه العذبة في اليوم) إلى المدينة.

## نهايته

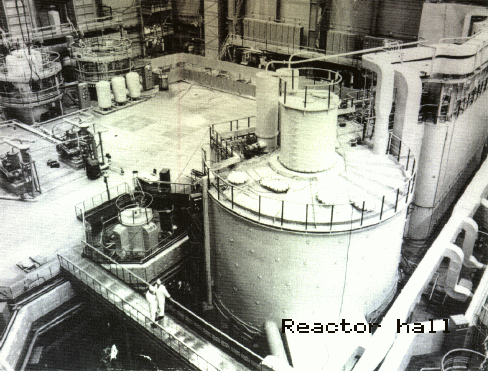
منظر من الداخل لحوض المفاعل

انتهت فترة صلاحية المشروع بشكل رسمي في عام 1993 وفي 1994 اضطر المفاعل إلى التوقف بسبب انهيار الاتحاد السوفيتي والافتقار إلى الأموال اللازمة لشراء الوقود. بحلول عام 1995 انتهت صلاحية ترخيص التشغيل الخاص بالمفاعل. وواصل المرفق العمل بأقل من طاقته إلى أن توقفت عمليات المفاعل في عام 1999 عندما توقف إنتاج الوقود المستهلك للبلوتونيوم.

## وصلات خارجية
- Criticality Safety Issues in the Disposition of BN-350 Spent Fuel presented on  June 4–8, 2000